# Arctosaurus
Arctosaurus osborni
Genre
Genre
Arctosaurus est un genre éteint de « reptiles » archosauromorphes primitifs, peut-être placé dans le clade des allokatosauriens.
Une seule espèce est rattachée au genre : Arctosaurus osborni, décrite par A. L. Adams en 1875. Elle n'est connue que par une seule vertèbre cervicale incomplète et en partie écrasée, provenant de la formation de Heiberg du Trias supérieur de l’île Cameron, dans le Nunavut, au Canada. 

## Historique
La pauvreté du matériel fossile a conduit à des spéculations variées pour l'attribution de cette vertèbre à un taxon. Son inventeur, A. L. Adams l'a placée en 1875 parmi les téléosauridé. Elle a ensuite été longtemps été considérée comme appartenant à un dinosaure sauropodomorphe ou même à un théropode. Elle montre aussi des affinités avec les vertèbres des reptiles de l'ancien clade des Trilophosauria,.
La révision de ce fossile par Hans-Dieter Sues en 2017 conclut qu'il appartient à un « archosauromorphe non-archosaurien et non pas à un dinosaure ». Il pourrait être rattaché au clade des Allokotosauria.
La taille de cette vertèbre pourrait correspondre à celle d'un archosauromorphe d'environ 1,50 mètre de longueur.